# Lare
Lare (Lari), stari indijanski narod koji je u vrijeme carstva Inka živio u dolini Lares u Peruu, sjeveroistočno od grada Cuzco. Njihov jezik klasificira se porodici kečua. Spominje ih Poma (1936, pp. 85, 337.). 
U Inke su pripadali 'po privilegijama'.